# Clarkfield (Minnesota)
Clarkfield es una ciudad ubicada en el condado de Yellow Medicine en el estado estadounidense de Minnesota. En el Censo de 2010 tenía una población de 863 habitantes y una densidad poblacional de 304,85 personas por km².

## Geografía
Clarkfield se encuentra ubicada en las coordenadas 44°47′27″N 95°48′28″O / 44.79083, -95.80778. Según la Oficina del Censo de los Estados Unidos, Clarkfield tiene una superficie total de 2.83 km², de la cual 2.83 km² corresponden a tierra firme y (0%) 0 km² es agua.

## Demografía
Según el censo de 2010, había 863 personas residiendo en Clarkfield. La densidad de población era de 304,85 hab./km². De los 863 habitantes, Clarkfield estaba compuesto por el 95.6% blancos, el 0.23% eran afroamericanos, el 0.7% eran amerindios, el 0.12% eran asiáticos, el 0% eran isleños del Pacífico, el 3.01% eran de otras razas y el 0.35% pertenecían a dos o más razas. Del total de la población el 4.98% eran hispanos o latinos de cualquier raza.